# Christian Gerhartsreiter
Christian Karl Gerhartsreiter (Siegsdorf, 21 februari 1961) is een in de USA voor moord veroordeelde oplichter, bekend als Clark Rockefeller.
De film Who is Clark Rockefeller? met Eric McCormack in de titelrol is gebaseerd op zijn levensverhaal.